# Will You Miss Me When I'm Gone?
Will You Miss Me When I'm Gone? è una canzone accreditata ad A.P. Carter e da lui incisa nel 1928 assieme al gruppo di musica country The Carter Family. 

## Il brano
Il brano è cantato, per quanto riguarda le strofe, dalla sola Sara Carter, mentre nel ritornello si aggiunge A.P. Carter, dando vita a un tipico canto frase risposta che ricorda la musica gospel. La canzone è una delle più famose del gruppo, ed è stata inserita nell'album compilation Anchored in Love: Their Complete Victor Recordings (1927-1928).
Nel 2003 June Carter, figlia di Maybelle Carter, membro storico della prima formazione della Carter Family, eseguì una cover di questo brano nell'album Wildwood Flower. 